# Marilee Stepan
Marilee Stepan (Chicago, Ilinois, 2 de febrero de 1935 - Winnetka (Illinois), 15 de diciembre de 2021) fue una nadadora estadounidense especializada en pruebas de estilo libre, donde consiguió ser medallista de bronce olímpica en 1952 en los 4 x 100 metros.

## Carrera deportiva
En los Juegos Olímpicos de Helsinki 1952 ganó la medalla de bronce en los relevos de 4 x 100 metros estilo libre, con un tiempo 4:30.1 segundos, tras Hungría y Países Bajos (plata); sus compañeras de equipo fueron las nadadoras: Jackie LaVine, Jody Alderson y Evelyn Kawamoto.